# Copiapoa mollicula
Copiapoa mollicula ist eine Pflanzenart aus der Gattung Copiapoa in der Familie der Kakteengewächse (Cactaceae). Das Artepitheton mollicula leitet sich vom Diminutiv des lateinischen Wortes mollis für ‚weich‘ ab und verweist auf die weichfleischigen Triebe der Art.

## Beschreibung
Copiapoa mollicula wächst mit großen Pfahlwurzeln manchmal einzeln, aber in der Regel Gruppen bildend. Die Triebe sind mit einem dünnen Hals mit der Wurzel verbunden. Sie sind niedergedrückt kugelig und ragen selten über die Bodenoberfläche hinaus. Sie sind grau bis braun, manchmal auch rötlich und messen 3 bis 6,5 Zentimetern im Durchmesser. Die 10 bis 16 Rippen sind nur als flache, spiralig angeordnete Höcker wahrnehmbar. Sie weisen Furchen aus, die von den Areolen zur Warzenbasis verlaufen. Bis zu ein Mitteldorn mit einer Länge von bis zu 1,5 Zentimeter ist vorhanden. Ein bis zehn Randdornen, manchmal auch ganz fehlend, sind bis zu 5 Millimeter lang.
Die gelben Blüten sind 1,5 bis 2,2 Zentimeter lang. Die Früchte sind sehr klein und rund.

## Verbreitung und Systematik
Copiapoa mollicula ist in Chile in den Regionen Atacama und Antofagasta zwischen Chañaral bis südlich von Puerto Viejo auf Küstenhügeln verbreitet.
Die Erstbeschreibung erfolgte 1963 durch Friedrich Ritter.

## Nachweise